# Vuelo 603 de Kato Airline
El vuelo 603 de Kato Airline fue un vuelo operado por Kato Airline con un Dornier-228, desde el aeropuerto de Røst-Stolport hasta el aeropuerto de Bodø. Al acercarse al aeropuerto de Bodø, la aeronave fue alcanzada por un rayo que provocó la fractura de la barra de control que operaba el elevador.

## Aeronave
El avión era un Dornier 228-202 y fue construido en 1987. Estaba registrado como LN-HTA. Anteriormente, el avión era propiedad de Helitrans para transportar a los trabajadores de la compañía petrolera entre Vaernes y Brönnöysund antes de ser vendido a Kato Airline. En el momento del accidente, la aeronave acumulaba 11069 horas de vuelo. 

## Pasajeros y tripulación
La tripulación de vuelo estaba formada por el capitán Ingar Lyngmo, de 49 años, y el primer oficial, Kristian Markus Andresen, de 35 años. El Capitán tuvo un total de 6400 horas de vuelo y 700 horas de vuelo en el Dornier 228 . El primer oficial tenía un total de 1450 horas de vuelo y 260 horas de vuelo en el Dornier 228. A bordo viajaban dos pasajeros, ambos masculinos, de 31 y 42 años. No había asistentes de vuelo a bordo. El primer oficial estaba al mando del vuelo. 
Diez meses después del accidente, el primer oficial Kristian Markus Andresen estaría involucrado en otro incidente con Kato Airline en el vuelo 605, donde un argelino que había pedido asilo en Noruega y fue rechazado, secuestró el avión y atacó a la tripulación del vuelo con un hacha. hiriendo gravemente al primer oficial y a un capitán diferente, e intentó estrellar el avión en un intento de suicidio. Ambos pilotos, así como otros dos pasajeros, tuvieron que luchar contra el secuestrador y los pilotos lograron recuperar el control del avión y llevar a los pasajeros y al avión a tierra.

## Accidente
El 4 de diciembre de 2003, a las 8:25 horas, el avión partió del aeropuerto de Røst-Stolport. Al acercarse al aeropuerto de Bodø, hubo una fuerte acumulación de actividad de rayos en esa área y se advirtió al vuelo que un avión había sido alcanzado por un rayo.  
A las 08:44, el avión fue alcanzado por un rayo. Ambos pilotos quedaron temporalmente cegados durante unos 30 segundos y perdieron el control. Como no tenían ningún control del elevador, el vuelo tuvo que usar un ajuste eléctrico del elevador para controlar el cabeceo del avión. Finalmente aterrizaron el avión en su tercer intento. El punto de impacto estaba a 22 metros de la pista, pero la aeronave resbaló hacia la pista, donde se detuvo. Todos a bordo del vuelo sobrevivieron. Un pasajero de 42 años y el primer oficial resultaron gravemente heridos, mientras que el capitán y el pasajero de 31 años sufrieron heridas leves. El avión fue dado de baja.

## Investigación

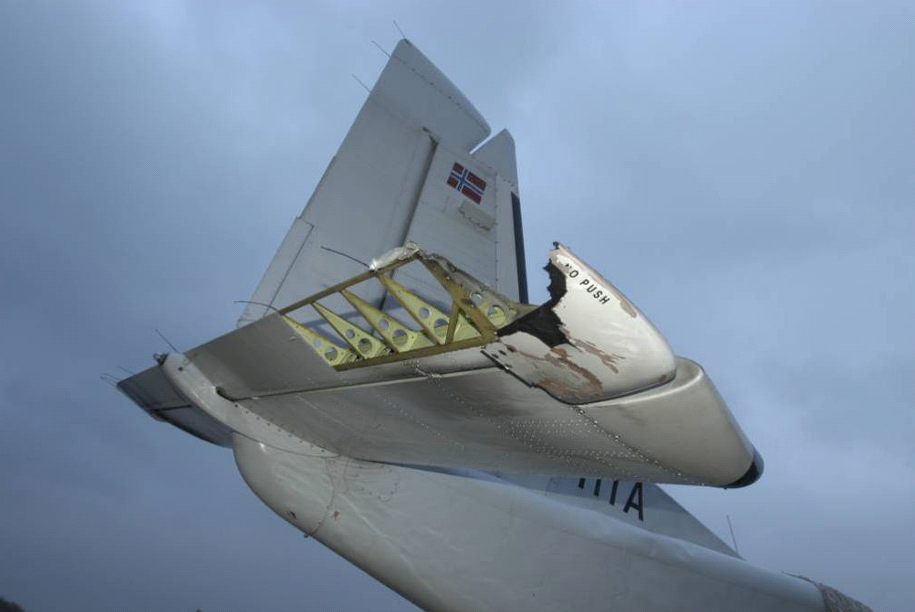
El elevador del avión accidentado luego de su aterrizaje.

La Junta de Investigación de Accidentes de Noruega (AIBN) se encargó de investigar el accidente. se descubrió que cuando el avión fue alcanzado por el rayo, el cableado del elevador se quemó. Además, un extremo de la barra se soltó, por lo que los pilotos perdieron todo el control del elevador. El informe final se publicó el 29 de junio de 2007.

## Premios y distinciones
La tripulación de vuelo fue galardonada con el Premio Polaris, la más alta condecoración asociada a la aviación civil y otorgada por la Federación Internacional de Asociaciones de Pilotos de Línea Aérea (IFALPA), en reconocimiento por sus actos de destreza excepcionales en el vuelo.

## Galería

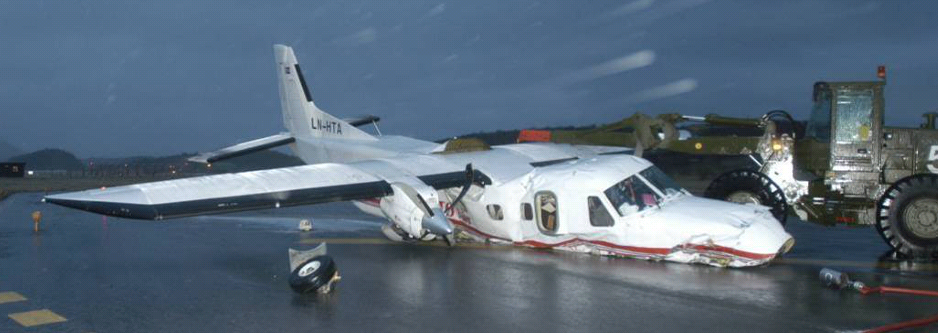
El avión accidentado fotografiado luego de su aterrizaje.
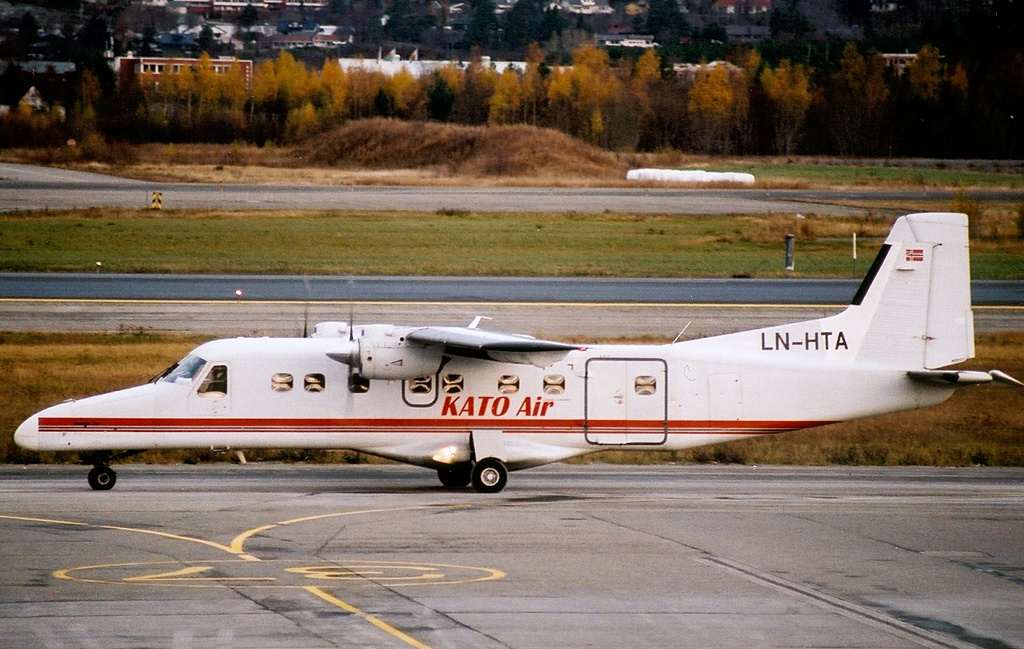
El avión involucrado en el accidente fotografiado en octubre de 2002.